# Pavel Lednev
Pavel Lednev, né le 25 mars 1943 à Gorki en RSFS de Russie et mort le 23 novembre 2010 à Moscou, est un  spécialiste soviétique du pentathlon moderne qui fut médaillé olympique individuel sans interruption de 1968 à 1980, année où il fut le pentathlète le plus âgé du concours (à 37 ans).

## Jeux olympiques
- Champion olympique par équipes en 1972 et 1980.
- Médaille d'argent en individuel en 1968, 1972 et 1980.
- Médaille d'argent par équipes en 1968
- Médaille de bronze en individuel en  1976.

## Liens
- Pentathlon moderne aux Jeux olympiques